# Max Grodénchik
Michael Grodénchik, detto Max (New York, 12 novembre 1952), è un attore statunitense noto per aver interpretato il ruolo di Rom nella serie televisiva Star Trek: Deep Space Nine.

## Biografia

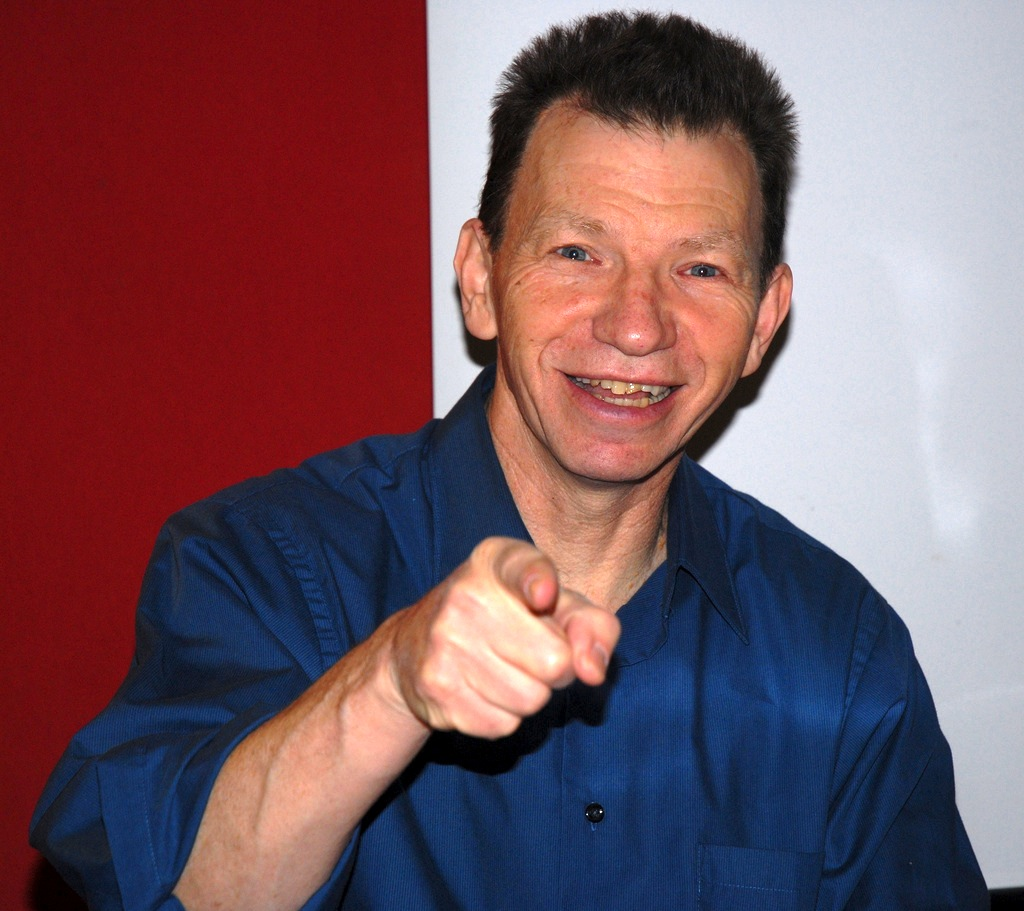
Max Grodénchik nel 2009

Nato in una famiglia di ebrei americani a New York, Grodénchik ha lavorato in teatro negli anni ottanta con lo pseudonimo Michael Grodénchik, dove le sue interpretazioni furono notate.  Nel 1980, per la sua interpretazione in All Night Long del drammaturgo John O'Keefe, il critico Marcia Corbino scrisse sul Sarasota Herald-Tribune che Grodénchik è un attore intrigante con "un viso affascinante, dinamico e comico, su cui aberranti emozioni guizzano, si diffondono, si ritirano, riprendono e esplodono in un singolo istante".
Grodénchik è meglio conosciuto per l'interpretazione di Rom personaggio ricorrente in Star Trek: Deep Space Nine. In precedenza aveva fatto l'audizione per il ruolo di Quark fratello di Rom, ma il ruolo fu assegnato ad Armin Shimerman.  Entrambi nel 1997 fecero un'apparizione dal vivo nel quiz sulla fantascienza della televisione inglese Space Cadet confrontandosi in team opposti.
In precedenza in Star Trek: The Next Generation ha anche interpretato i Ferengi Sovak nell'episodio Le vacanze del Capitano e Par Lenor nell'episodio La donna perfetta. Inoltre ha vestito i panni di Gint, primo Grande Nagus Ferengi e inventore delle regole dell'acquisizione, in una sequenza dove era coinvolto Quark. Max è famoso per essere un grande esperto delle regole dell'acquisizione tanto da saperle recitare tutte a memoria.
Nel 2007, Grodénchik ha partecipato all'annuale convention Spockdays a Vulcan nella provincia dell'Alberta in Canada.

## Vita privata
Max Grodénchik vive con sua moglie e sua figlia in Austria, nel piccolo borgo di Nußbach nella provincia di Kirchdorf an der Krems.
Il fratello di Grodénchik, Barry è un ex membro dell'Assemblea dello stato di New York e vice Presidente del distretto del Queens. Nel dicembre del 2015, Barry è stato eletto al consiglio della città di New York, in rappresentanza del 23º Distretto.

## Filmografia

### Attore

#### Cinema
- Chu Chu and the Philly Flash, regia di David Lowell Rich (1981)
- Out, regia di Eli Hollander (1982)
- Barton Fink - È successo a Hollywood (Barton Fink), regia di Joel ed Ethan Coen (1991)
- Le avventure di Rocketeer (The Rocketeer), regia di Joe Johnston (1991)
- Sister Act - Una svitata in abito da suora (Sister Act), regia di Emile Ardolino (1992)
- Sol levante (Rising Sun), regia di Philip Kaufman (1993)
- Passaggi in un'altra dimensione (Doorways), regia di Peter Werner (1993)
- Apollo 13, regia di Ron Howard (1995)
- Rumpelstiltskin, regia di Mark Jones (1995)
- Le avventure di Rocky e Bullwinkle (The Adventures of Rocky & Bullwinkle), regia di Des McAnuff (2000)
- Una settimana da Dio (Bruce Almighty), regia di Tom Shadyac (2003)
- Alla scoperta di Charlie (King of California), regia di Mike Cahill (2007)
- Glossary of Broken Dreams, regia di Johannes Grenzfurthner (2018)
- Strawberry Moments (2019)
- Unbelievable!!!!!, regia di Steven L. Fawcette (2016)
- Janus - Ewiges Schicksal, regia di Renate Woltron (2021)

#### Televisione
- In famiglia e con gli amici (Thirtysomething) - serie TV, episodio 2x12 (1989)
- Giudice di notte (Night Court) - serie TV, episodio 7x03 (1989)
- Ann Jillian - serie TV, episodio 1x12 (1990)
- His & Hers - serie TV, episodio 1x12 (1990)
- Star Trek: The Next Generation  - serie TV, episodi 3x19 e 5x21 (1990, 1992)
- The Gambler Returns: The Luck of the Draw, regia di Dick Lowry (1991) - film TV
- Civil Wars - serie TV, episodio 1x11 (1992)
- Room for Two - serie TV, episodio 1x03 (1992)
- Star Trek: Deep Space Nine - serie TV, 37 episodi (1993-1999) - Rom
- I racconti della cripta (Tales from the Crypt) - serie TV, episodio 6x06 (1994)
- Here Come the Munsters, regia di Robert Ginty (1995) - film TV
- I viaggiatori (Sliders) - serie TV, episodio 3x07 (1996)
- The Drew Carey Show - serie TV, episodio 2x07 (1996)
- E.R. - Medici in prima linea (ER) - serie TV, episodio 9x18 (2003)
- 10-8: Officers on Duty - serie TV, episodio 1x10 (2003)
- Crossing Jordan - serie TV, episodio 3x11 (2004)
- Six Feet Under - serie TV, episodio 4x03 2004)
- Jake in Progress - serie TV, episodio 1x11 (2005)
- Hustle - I signori della truffa (Hustle) - serie TV, episodio 4x06 (2007)
- CSI - Scena del crimine (CSI: Crime Scene Investigation) - serie TV, episodio 11x21 (2011)
- Wienerland - miniserie, episodi 1x01-1x02-1x03 (2014)

### Doppiatore

#### Cinema
- Masking Threshold, regia di Johannes Grenzfurthner (2021)

### Televisione
- Star Trek: Lower Decks - serie animata, episodio 4x06 (2023) - Rom

#### Videogiochi
- Star Trek Armada II (2001)
- Star Trek: Bridge Commander (2002) - Daimon Praag, Capitano Benjamin Dawson, Neb-lus
- Star Trek: Starfleet Command III (2002)
- Star Trek Online (2010) - Rom

## Radio
- Trek Untold - podcast, episodi 1x28-1x35 (2020)

## Doppiatori italiani
Nelle versioni in italiano delle opere in cui ha recitato, Max Grodénchik è stato doppiato da: 
- Vittorio Stagni in Le avventure di Rocketeer
- Mauro Gravina in Sister Act - Una svitata in abito da suora
- Stefano Mondini in Star Trek: The Next Generation (ep. 3x19)
- Mino Caprio in Star Trek: Deep Space Nine
- Fabrizio Manfredi in Apollo 13

Da doppiatore è sostituito da:
- Mino Caprio in Star Trek: Lower Decks